# 泣き女
泣き女（なきおんな）または泣女（なきめ）または泣き屋（なきや）は、葬式のときに雇われて号泣する女性である。哭き女、哭女とも書く。現在の日本では職業としては存在しないが旧習として存在し、中国、朝鮮半島、台湾、ベトナムをはじめとして、ヨーロッパや中東など世界各地で散見される伝統的な習俗で、かつては職業としても存在した。

## 概要
葬儀の時に、遺族（家族や親族）の代わりに故人を悼み、「悲しい」「辛い」「寂しい」などを表現するために大々的に、所によっては独特の節をつけて、一斉にあるいは延々と泣きじゃくることを以って生業（または副業）としたのが泣き女である。涙は死者への馳走であるとされ、一説には、悪霊ばらいや魂呼ばいとしての性格も併せ持つとされる。
日本においては、神話の中でも、妻のイザナミを亡くしたイザナギの涙から泣沢女神（なきさわめのかみ）という女神が化成している。これは水神とされているが、神名より古代から泣き女の習慣があったものと推測される。『魏志倭人伝』には死者が出ると、肉を食べず、喪主は哭泣するが、他の人は歌舞飲酒を行った（當時不食肉、喪主哭泣、他人就歌舞飲酒）とある。『古事記』でも天若日子の葬儀で雉を哭女に任じるという話が登場する。朝廷の殯宮儀礼でも、哭女が呪術を唱えながら泣くというものがあった。『日本書紀』に登場する飽田女（あくため）の母は哭女を生業としていたようである。
泣き女は、古代から日本全土でみられた習俗であったが、やがてこの習慣は時代とともに徐々に廃れていった。しかしそれでも、近年（主に戦前）までは行われていた地方もあった。長崎県の壱岐島や、伊豆諸島の新島、三宅島、八丈島、琉球の奄美大島などの島嶼部で長く残り、越前丹生郡越廼村（現福井市）、伊豆下田、高知県長岡地方などでも記録がある。八重山列島では「カドヌ人」や「泣キチテ」と言い、「アハリドー」と叫んで泣いたと言う。アイヌの葬儀（ウエンベ・ブリ）にも同様の習慣があり、「泣き女郎」と呼ばれた。地域によっては、泣き女の名称は、「ナキテ（泣手）」「ナキビト（泣人）」「ナキババ（泣婆）」「ナキバアサン」「トムライババ」など、様々な方言がある。
また、その謝礼の米や味噌などの報酬の量に応じて泣き方などを変えたとされ、「五合泣き」「○升泣き」（「一升泣き」や「二升泣き」など）といった言葉があった。高知県では「泣味噌三匁、善く泣きや五匁」という揶揄する言葉もあった。
泣き女の習慣は、朝鮮半島や中国のそれが特に有名で、儒教の『礼記』にある儀式（哭礼）と関連付けて説明されることが多いが、この習慣はもともとは儒教成立以前から存在するものであった。中国では、泣き女の数が葬儀における家の名誉とされたので、かつては50～60人に及ぶこともあった。
中東エジプトなどでは、古くはイシス信仰とも繋がるとされ、古代エジプトの壁画にも描かれており、旧約聖書にもその存在が記されている。イスラム圏においても泣き女の習俗があり、雇われた女が葬式だけではなく結婚式や割礼式にも同じようにて「オルルル！」という声を響かせる。その慣わしは遠く古代から続くもので、近代までは戦闘の前などにも(これから死に行く戦士の弔いとして)行われたことが記録されている。
ヨーロッパではロマ人の職の1つであったとも言われる。イギリスでは、バンシーという妖精の化身という形が取られている。身分の高い人物の死になると現れると言うことで、葬儀の際に集まってもらうということはその人物の「名誉」の証ともなっていた。